# マネまねSHOW TV〜IT'S SHOW TIME〜
『マネまねSHOW TV〜IT'S SHOW TIME〜』（マネまねショーティーヴィー イッツショータイム）は、千葉テレビ放送（チバテレ）制作のものまねバラエティ番組である。制作局のチバテレでは2014年10月2日から2015年3月26日まで、毎週木曜日23:00 - 23:30に放送された。

## 概要
チバテレでは開局以来初となる、ものまねに関する番組である。基本的に、そっくり館キサラ（東京都新宿区）で実際に行われている興行をそのまま放送している。また、番組の途中ではMCであるノブ&フッキーと当日の出演ものまねタレントによる楽屋トークが行われる。チバテレでは、笑いのジャンルは違えど、実際のお笑いの興行をそのまま放送している番組に『浅草お茶の間寄席』がある（こちらは浅草演芸ホールでの落語などの興行をそのまま放送）。
実際の興行をそのまま放送するため、舞台照明が派手めのものが多いことから、全ての芸人のネタ開始時にテレビから離れて見るように注意喚起するテロップが付された。
また、チバテレの木曜23時枠は、2011年4月の『Rock to the Future』以来、2014年9月の『U字工事のShake-Hands!』の終了まで、とちぎテレビ制作による5いっしょ3ちゃんねる同時ネット枠であった。とちぎテレビでは、2014年10月以降も同じくU字工事が出演する栃木県内のロケ番組として『U字工事の産地直送!ふれあいマーケット』が同じ木曜23時台で12月まで放送されていたが、5いっしょ3ちゃんねる同時ネット枠は廃止となった（チバテレでは木曜24:30 - 25:00の放送となり、本放送のとちぎテレビ・群馬テレビ同時ネットからは90分遅れでネットされることになった）。

## 出演者
- ノブ&フッキー（MC）

番組冒頭でネタ見せをするほか、客側座席の後方で他の芸人のネタを見ている（画面に映ると、「ノブ&フッキー 鑑賞中」という字幕が表示される）。
- そっくり館キサラ出演のものまねタレント

基本的には週替わり。中には、ほぼ毎週（ネタ見せか楽屋トークのいずれかで）出演している芸人もいる（ジョーク東郷、ニッチロー'、カズマ・スパーキンなど）。

## 放送局と放送時間
2016年6月のみ、琉球朝日放送、ミヤテレ、テレ玉、札幌テレビ、CBCテレビで遅れネットでの本番組の放送が行われたが、いずれもチバテレ制作のバラエティ番組『アイドルパーティー』のネット打ち切りに伴い、1か月間の穴埋めで放送されたものである。
| 放送対象地域 | 放送局                                     | 放送期間                      | 系列           | 放送日時           | 備考 |
| ------------ | ------------------------------------------ | ----------------------------- | -------------- | ------------------ | ---- |
| 千葉県       | 千葉テレビ放送 （CTC/チバテレ） （制作局） | 2014年10月2日 - 2015年3月26日 | JAITS          | 木曜 23:00 - 23:30 |      |
| 沖縄県       | 琉球朝日放送（QAB）                        | 2016年5月31日 - 6月28日       | テレビ朝日系列 | 火曜 25:20 - 25:50 |      |
| 宮城県       | 宮城テレビ放送（MMT、ミヤテレ）            | 2016年6月1日 - 6月29日        | 日本テレビ系列 | 水曜 25:59 - 26:29 |      |
| 埼玉県       | テレビ埼玉（TVS、テレ玉）                  | 2016年6月1日 - 6月29日        | JAITS          | 水曜 26:00 - 26:30 |      |
| 北海道       | 札幌テレビ放送（STV）                      | 2016年6月2日 - 6月30日        | 日本テレビ系列 | 木曜 25:59 - 26:29 |      |
| 中京広域圏   | CBCテレビ（CBC）                           | 2016年6月6日 - 6月27日        | TBS系列        | 月曜 26:20 - 26:50 |      |